# Joseph Alois von Helm
Joseph Alois von Helm (14. července 1795 Pavlov – 17. srpna 1849 Karlovy Vary) byl profesor rakouského občanského práva, první děkan právnické fakulty olomoucké univerzity, rektor olomoucké univerzity a představitel Olomouce.

## Biografie
Vystudoval právnickou fakultu v Olomouci (pod profesorem Wagnerem) a v roce 1819 získal titul doktora práva na Vídeňské univerzitě (v letech 1783–1827 olomoucká fakulta nemohla udělovat doktorské tituly v důsledku degradace univerzity na akademické lyceum, zkoušky složené v Olomouci však byly platné na ostatních univerzitních fakultách, takže zájemci o právnické profese mohli získat titul v Praze, Vídni nebo Freiburgu).
V roce 1819 Helm nastoupil na právnickou fakultu olomoucké univerzity v pozici suplanta lenního, obchodního a směnečného práva, později byl suplantem soudního procesu na právnické fakultě Vídeňské univerzity. V roce 1822 získal pozici profesora rakouského občanského práva v Olomouci, kterou zastával až do roku 1849. V roce 1829 se stal rektorem univerzity a v roce 1833 prvním děkanem právnické fakulty, která byla doposud řízena direktorem.
Helm byl činný na poli komunální politiky a v roce 1848 se stal v důsledku revoluce roku 1848 předsedou obecního výboru Olomouce. Byl ale odpůrcem revoluce, přičemž působil na měšťanstvo s cílem zamezit revoluční agitaci. Poté, co císař Ferdinand I. uprchl do Olomouce, vyučoval Helm budoucího císaře Františka Josefa I. veškeré státovědě a právu. Po korunovaci Františka Josefa I. císařem pokračoval v soukromé výuce, tentokrát Maximilána Ferdinanda, budoucího císaře Mexika.